# 5540 Smirnova
5540 Smirnova eller 1971 QR1 är en asteroid i huvudbältet som upptäcktes den 30 augusti 1971 av den ryska astronomen Tamara Smirnova vid Krims astrofysiska observatorium på Krim. Den är uppkallad efter sin upptäckare.
Asteroiden har en diameter på ungefär 3 kilometer och den tillhör asteroidgruppen Astraea.